# 10321 Rampo
10321 Rampo (1990 UN2) là một tiểu hành tinh vành đai chính được phát hiện ngày 16 tháng 10 năm 1990 bởi T. Seki ở Geisei.